# دمیترو ترشچنکو
دمیترو ترشچنکو (اوکراینی: Дмитро Юрійович Терещенко؛ زادهٔ ۴ آوریل ۱۹۸۷) بازیکن فوتبال اهل اوکراین است.
از باشگاه‌هایی که در آن بازی کرده‌است می‌توان به باشگاه فوتبال دینامو مینسک، باشگاه فوتبال بلشیتا بابرویسک، و باشگاه فوتبال گومل اشاره کرد.